# Jan Kouba (muzikolog)

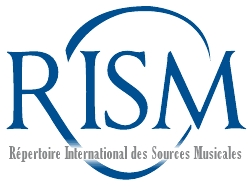
Logo „Répertoire International des Sources Musicales“ (RISM)

Jan Kouba (* 28. července 1931, Vysoké nad Jizerou) je český muzikolog, specializuje se především na obor hymnografie, a autor publikací zabývajících se tématy souvisejícími s historií hudby.

## Život

### Dětství a studia
Jan Kouba se narodil do hudebnické rodiny jako syn houslisty a skladatele Josefa Kouby (1880–1951), druhého koncertního mistra Nového německého divadla v Praze. Po absolvování klasického gymnázia studoval v letech 1950 až 1955 hudební vědu a historii na Filozofické fakultě UK v Praze (promovaný historik, diplomová práce „Příspěvky ke zpěvu Jednoty bratrské“). Mezi jeho učitele patřili tehdejší vedoucí katedry, profesor Mirko Očadlík, a hudební pedagog a muzikolog Antonín Sychra (1918–1969).

### Profesní kariéra
Po skončení vysokoškolských studií působil deset let (od roku 1954 do roku 1964) jako odborný asistent na katedře dějin hudby Filozofické fakulty Univerzity Karlovy.  Svojí disertační prací „Nejstarší český tištěný kancionál z roku 1501 jako hudební pramen“ získal Jan Kouba na katedře hudební vědy v roce 1969 titul PhDr. Jako odborný pracovník v Ústavu pro hudební vědu Československé akademie věd byl pak zaměstnán od roku 1965 až do roku 1993. Společně s Jaroslavem Bužgou, Evou Mikanovou a Tomislavem Volkem prováděl nejprve Jan Kouba průzkum hudebních památek v českých institucích. Pro ročenku „Jahrbuch für Liturgik und Hymnologie“ vypracovával bibliografii české muzikologické produkce (Hymnologische Forschung in Tschechoslowakei) za léta 1966 až 1989) a totéž činil i pro odborný recenzovaný časopis – čtvrtletník „Hudební věda“ (1987 až 1989). Pro obecně prospěšnou organizaci „Mezinárodní lexikon hudebních pramenů“ – zkráceně RISM  – vytvořil Jan Kouba (společně s Marií Skalickou) soupis „Hymnologia Bohemica et Slovaca“ (soupis notovaných písňových tisků od počátků do 1800).

### Oblasti vědeckého zájmu
... Osobně jsem se zaměřil na dějiny české vokální hudby starších období, zejména na duchovní píseň. Z této sféry staročeského zpěvu je dnes obecně znám vlastně jen svatováclavský chorál, hymnus Božích bojovníků a několik písniček Adama Michny z Otradovic. Je to ale velká a význačná oblast české kultury minulosti, a to nejen hudební, ale i literární. A jsou v ní i hodnoty mezinárodně pozoruhodné. ...
Jan Kouba, 
Ve svých badatelských aktivitách Jan Kouba cílí na dějiny české hudby 15. a 16. století se zaměřením na hymnografii tohoto období. Jeho studie o českých kancionálech v „Miscellanea Musicologica“ tvoří základnu výzkumu české hudby před rokem 1600. Kapitolami věnovanými renesanční hudbě se Jan Kouba podílel na souhrnných pracích:
- Československá vlastivěda. Praha, 1971
- Dějiny české hudby v obrazech: Od nejstarších památek do vybudování Národního divadla. Praha, 1977
- Hudba v českých dějinách. Praha, 1. vydání 1983, 2. vydání 1989

Do oborové monografie „Hudební věda“ (Praha, 1988) přispěl statí o hudebně vědecké dokumentaci. Taktéž je spoluautorem hesla „Tschechoslowakei“ v prvním vydání encyklopedie „MGG“ (svazek 13, Kassel, 1966). Pro encyklopedii MGG dále Jan Kouba napsal i několik hesel o osobnostech. Pro „Slovník české hudební kultury“ (Praha, 1997) vypracoval Jan Kouba následující hesla:
- Husitství
- Jednota bratrská
- Kancionál
- Reformace

### Závěrem
V Praze vydaná Koubova kniha „ABC hudebních slohů: od raného středověku k W.A. Mozartovi“ (Praha, 1988) byla hodnocena jako publikace, která šla nad rámec popularizační literatury, do níž byla řazena (Tato publikace se stala i základní příručkou pro studium starší hudby.). Z dalších Koubových prací možno uvést i jeho spolupráci na publikaci „Historická antologie hudby v českých zemích (do cca 1530)“ (Praha, 2005). Ze samostatných Koubových prací je třeba zmínit i obsáhlé pětiset stránkové dílo „Slovník staročeských hymnografů (13.–18. století)“ (Praha, 2017), výsledek desetileté autorovy práce, v němž popsal život a dílo sedmdesáti hlavních tvůrců starých duchovních písní a kancionálů. Pro Československý rozhlas sestavoval pořady o evropské hudbě, pro hudební nakladatelství Supraphon vytvářel průvodní texty k některým gramodeskám. Za celoživotní práci a přínos hudební kultuře byla Janu Koubovi dne 24. října 2016 udělena cena ministra kultury ČR pro oblast hudby.
 ... Slovník staročeských hymnografů je sice dílem jediného autora, ale jeho rozsáhlá hesla jsou na sekundární literatuře založena jen zčásti – sám Kouba v úvodu píše, že u většiny hesel musel dosavadní kusé poznatky doplnit vlastním výzkumem pramenů. ... S neobvyklou informační hutností je spojena i ctnost stručnosti – z poznatků, jež Kouba vtěsnal do 71 hesel jediného slovníku, by průměrný český vědec dokázal vyrobit přinejmenším 71 monografií. ... Základních 71 jmen vybral Kouba jakožto nejdůležitější osobnosti české hymnografie, v jednotlivých heslech je však skryt mnohem větší počet autorů i anonymních děl – dohledat je lze pouze s pomocí rejstříku. Pasáže o méně významných autorech, anonymních kancionálech či dalších hymnografických tématech tvoří svým rozsahem a informační hutností často jakási samostatná „skrytá“ hesla. .... Pročteme-li pozorně Slovník staročeských hymnografů, zjistíme, že symbolický počet 71 jmen je výše zmiňovanými „skrytými“ hesly značně znásoben a místo „slovníku“ je třeba spíše mluvit o dějinách staročeské hymnografie. ... 
Kateřina Smyčková o Koubově Slovníku staročeských hymnografů,